# Josep Maria Ribas Prous
Josep Maria Ribas Prous (Barcelona, 14 de diciembre de 1940), fotógrafo creativo especializado en la modalidad argéntica (monocroma, blanco y negro). Primer autor español distinguido con el título de Maître de la Fédération Internationale de l'Art Photographique (MFIAP, 1985).Ha recibido las distinciones de: Artista -AFIAP- (1976), Excelencia -EFIAP-(1981), Maestro -MFIAP-(1985) y Excelencia FIAP por servicios prestados -ESFIAP- (1991). Miembro de honor de diferentes sociedades y salones fotográficos, citado por artistas del sector como uno de los fotógrafos con más premios nacionales e internacionales. Su obra está expuesta en 62 museos internacionales y colecciones privadas de todo el mundo.
Entre los temas de su obra destacan el desnudo artístico, el conceptualismo y pictorialismo, el paisaje, el reportaje humano. Descrito como un autor de estilo inconfundible, su recorrido artístico se basa en la búsqueda continua de la estética, que encuentra en la simplicidad del tema como "leit motif", respaldada por un profundo conocimiento de la técnica y los procedimientos fotográficos. Reconocido en el inicio de su carrera por su maestría en el tratamiento de imágenes mediante virado al sulfuro, selenio y oro. Ha trabajado con procedimientos pigmentarios (proceso a la goma bicromatada y proceso al carbón), así como en la investigación y divulgación de otros procedimientos históricos o primitivos denominados nobles, como la cianotipia, el papel a la sal, el procedimiento a la albúmina, la platinotipia o el bromóleo. En sus obras más recientes ha experimentado e investigado con nuevas opciones dentro de la modalidad de la fotografía estenopeica (pinhole) y el colodión (wet plate).
En la actualidad es Presidente de la Agrupación Fotográfica de Reus(AFR), trasladada al CIMIR (Centro de la Imagen de Mas Iglesias de Reus). Director y fundador (1979) de los Archivos Históricos de la AFR y conocido por su trabajo de recuperación de archivos fotográficos. Es también miembro del Consejo Asesor de Fotografía del Museo Nacional de Arte de Cataluña (MNAC) y miembro de la Sociedad para la Historia de la Fotografía Española, fundada el 1986 por Miguel Ángel Yáñez Polo. Otras facetas profesionales relacionadas con su experiencia como fotógrafo incluyen: el comisariado de exposiciones, la participación como jurado en concursos fotográficos y el trabajo como maestro y educador seguido por generaciones futuras de fotógrafos.